# Oraisons funèbres d'André Malraux
Oraisons funèbres est un recueil de huit éloges funèbres écrits et prononcés par André Malraux entre 1958 et 1965. Ce livre est paru en 1971.

## Discours

### 24 août 1958
- Occasion : Commémoration de la libération de Paris
- Date : 24 août 1958
- Prononcé à : Paris
- Commentaires : Discours fait au nom du Général de Gaulle (car en déplacement en Afrique) devant la gare où fut signée la reddition des troupes allemandes de Paris

### 28 mai 1959
- Occasion : Hommage à la Grèce
- Date : 28 mai 1959
- Prononcé à : Athènes
- Commentaires : Discours fait au nom du gouvernement français pour la première illumination de l'Acropole

### 8 mars 1960
- Occasion : Pour sauver les monuments de Haute-Égypte
- Date : 8 mars 1960
- Prononcé à : Paris
- Commentaires : Discours fait en réponse à l'appel de l'Unesco

### 21 juin 1960
- Occasion : Centenaire de l'Alliance Israélite Universelle
- Date : 21 juin 1960
- Prononcé à : Paris
- Commentaires : Discours fait à l'Unesco

### 3 septembre 1963
- Occasion : Funérailles de Georges Braque
- Date : 3 septembre 1963
- Prononcé à : Paris
- Commentaires : Discours fait au nom du gouvernement français au Musée du Louvre

### 31 mai 1964
- Occasion : Commémoration de la mort de Jeanne d'Arc
- Date : 31 mai 1964
- Prononcé à : Rouen
- Commentaires : Discours fait au nom du gouvernement français

### 19 décembre 1964
- Occasion : Transfert des cendres de Jean Moulin au Panthéon
- Date : 19 décembre 1964
- Prononcé à : Paris
- Commentaires : Discours fait en présence du Général de Gaulle place du Panthéon
- Texte intégral : Discours du transfert des cendres de Jean Moulin au Panthéon (wikisource)
- Passage célèbre : Comme Leclerc entra aux Invalides avec son cortège d'exaltation dans le soleil d'Afrique et les combats d'Alsace, entre ici, Jean Moulin, avec ton terrible cortège. Avec ceux qui sont morts dans les caves, sans avoir parlé, comme toi ; et même, ce qui est peut-être plus atroce, en ayant parlé ; avec tous les rayés et les tondus des camps de concentration, avec le dernier corps trébuchant des affreuses files de Nuit et Brouillard enfin tombé sous les crosses ; avec les huit mille Françaises qui ne sont pas revenues des bagnes, avec la dernière femme morte à Ravensbrück pour avoir donné asile à l'un des nôtres. Entre avec le peuple né de l'ombre et disparu avec elle - nos frères dans l'ordre de la nuit...

### 1erseptembre 1965
- Occasion : Funérailles de Le Corbusier
- Date : 1er septembre 1965
- Prononcé à : Paris
- Commentaires : Discours fait au nom du gouvernement français au Musée du Louvre